# تشارلس هوراس مايو
تشارلس هوراس مايو (بالإنجليزية: Charles Horace Mayo)‏ (1282-1358هـ/1865-1939م) هو جراح أمريكي. تخصص في جراحة الجوتر (الأدرة) والسد. أخوه وليم جيمس مايو (1861 ـ 1939)، جراح أيضاً، تخصص في جراحة البطن. جعل الأخوان من العيادة الصغيرة التي افتتحها أبوهما بروشستر في 1889 «عيادة مايو» العظيمة ذات الشهرة العالمية. أنشآ 1915 مؤسسة مايو للتعليم والبحث الطبي بجامعة مينيسوتا.

## روابط خارجية
- تشارلس هوراس مايو على موقع الموسوعة البريطانية (الإنجليزية)
- تشارلس هوراس مايو على موقع إن إن دي بي (الإنجليزية)